# John Zander
Pour les articles homonymes, voir Zander.
John Adolf Fredrik Zander (né le 31 janvier 1890 à Stockholm et 9 juin 1967 dans la même ville) est un athlète suédois spécialiste du demi-fond. Affilié au Mariebergs IK, il mesurait 1,80 m pour 66 kg. Il est l'ancien détenteur de record du monde du 1 500 mètres.

## Biographie

### Palmarès
| Date | Compétition           | Lieu      | Résultat | Épreuve            | Performance  |
| ---- | --------------------- | --------- | -------- | ------------------ | ------------ |
| 1912 | Jeux olympiques d'été | Stockholm | 7e       | 1 500 mètres       | 4 min 02 s 0 |
| 1912 | Jeux olympiques d'été | Stockholm | 2e       | 3 000 m par équipe | 13 pts       |
| 1920 | Jeux olympiques d'été | Anvers    | 3e       | 3 000 m par équipe | 24 pts       |

### Records
| Épreuve      | Performance  | Lieu      | Date        |
| ------------ | ------------ | --------- | ----------- |
| 1 500 mètres | 3 min 54 s 7 | Stockholm | 5 août 1917 |